# Cư Hòa Vần
Cư Hòa Vần (1935–2010) là một chính khách Việt Nam, một trí thức người dân tộc Mông. Ông từng giữ chức nhiều chức vụ quan trọng trong hệ thống chính quyền Việt Nam như Phó chủ tịch Ủy ban Mặt trận Tổ quốc Việt Nam, Chủ tịch Hội đồng Tư vấn dân tộc của Ủy ban Trung ương MTTQ Việt Nam, Chủ tịch Hội đồng Dân tộc của Quốc hội Việt Nam.

## Tiểu sử
Ông sinh ngày 15 tháng 5 năm 1935, tại xã Quan Thần Sán, huyện Bắc Hà (nay là huyện Si Ma Cai), tỉnh Lào Cai, trong một gia đình nông dân nghèo người Mông.
Như mọi thiếu niên nghèo người Mông khác, từ nhỏ ông không được học hành. Mãi đến cuối năm 1949, khi các cán bộ phong trào Việt Minh xâm nhập Lào Cai để xây dựng cơ sở, ông được chọn đi học tiếng phổ thông và được đào tạo để trở thành liên lạc viên cho cán bộ dân vận của Việt Minh, chống lại quyền kiểm soát của vua Mèo Hoàng A Tưởng. Tháng 11 năm 1950, ông là người dẫn đường cho Trung đoàn 165 Lao Hà tập kích vào thị trấn Bắc Hà, tiêu diệt các đồn Pháp tại đây và đánh đuổi Hoàng A Tưởng.
Sau khi chính phủ Việt Nam Dân chủ Cộng hòa đặt quyền kiểm soát ở vùng Bắc Hà, ông được cho đi học các lớp Bình dân học vụ xóa mù chữ, sau đó theo học các lớp học bổ túc kiến thức, được đào tạo để trở thành một cán bộ dân vận, tham gia các hoạt động tiễu phỉ tại các huyện trong tỉnh như Bắc Hà, Bát Xát, Sa Pa. Ông là một trong số cán bộ dân tộc thiểu số của Lào Cai được tiếp kiến với Chủ tịch Hồ Chí Minh vào ngày 24 tháng 9 năm 1958, khi Chủ tịch lên thăm Lào Cai. Ông được biểu dương và trao tặng Huân chương tiễu phỉ.
Năm 1959, ông được cử làm cán bộ Thuế. Tuy nhiên không lâu sau ông được cử đi học tại Trường Chính trị Việt Bắc và đến năm 1960, lúc mới 25 tuổi ông đã được bầu làm Phó chủ tịch huyện Bắc Hà. Năm 1963, ông trở thành Phó chủ tịch tỉnh Lào Cai khi mới 28 tuổi.
Được xem là người nỗ lực nâng cao kiến thức, ông tham gia nhiều lớp học bổ túc và dần theo học lên đến bậc Đại học và đã có 2 bằng đại học, sử dụng 2 ngoại ngữ tiếng Anh và tiếng Trung. Cuối năm 1975, khi Lào Cai sáp nhập vào tỉnh Hoàng Liên Sơn, ông được cử làm Phó Chủ tịch tỉnh. Năm 1976, ông được bầu làm Đại biểu Quốc hội và sau đó được phân công giữ chức vụ Chủ tịch Ủy ban nhân dân tỉnh Hoàng Liên Sơn.
Năm 1978, ông được điều về Trung ương giữ chức vụ Trưởng ban Định canh định cư Trung ương. Một năm sau, ông được điều sang giữ chức vụ Phó chủ nhiệm Văn phòng Dân tộc Miền núi của Chính phủ. Ông giữ chức vụ này trong 14 năm trước khi được bầu làm Đại biểu Quốc hội và được phân công vào vị trí Phó Chủ tịch Hội đồng Dân tộc của Quốc hội khóa IX vào năm 1992. Năm 1997, ông tái đắc cử Đại biểu Quốc hội, thuộc đoàn đại biểu Lào Cai và được bầu làm Chủ tịch Hội đồng Dân tộc của Quốc hội khóa X.
Sau khi nghỉ hưu, năm 2004, ông được bầu làm Phó Chủ tịch Ủy ban Trung ương Mặt trận Tổ quốc Việt Nam. Ông giữ chức vụ này cho đến khi qua đời.
Ông mất ngày 17 tháng 8 năm 2010 tại Hà Nội và được an táng ngày 20 tháng 8 năm 2010 tại Nghĩa trang Mai Dịch, Hà Nội 

## Các công tác vùng dân tộc thiểu số
Ông được đánh giá là một người làm việc thực tế, hay đi thực tế các nơi. Những việc làm được và những việc chưa làm được, ông đều có những phân tích nguyên nhân kỹ càng.
Sau mỗi chuyến đi công tác vùng sâu, vùng xa về, ông luôn thường trực nỗi băn khoăn: Làm sao để cải thiện cuộc sống cho đồng bào và chính từ đó, ông và các thành viên Hội đồng Dân tộc của Quốc hội đã tiến hành các cuộc khảo sát kỹ lưỡng; Đưa ra Chương trình 135 là một ví dụ. Chương trình với những điểm mạnh, quy mô hơn hẳn một số chương trình trước đó (thường chọn nơi dễ làm trước, sau đó rút kinh nghiệm để triển khai tiếp).
Trong vai trò là đại biểu Quốc hội, ông là người thẳng thắn và dám chịu trách nhiệm trước những việc mình đã nói, đã làm. Bởi ông là người nói luôn đi đôi với làm, luôn đi sâu đi sát, chịu khó đi cơ sở. Ông đi đến tận nơi để kiểm tra, nghe các ý kiến phản hồi từ phía người dân hoặc chỉ đạo các thành viên giúp việc của Hội đồng Dân tộc đến tận thôn bản phát và nhận phiếu điều tra. Từ các chuyến đi này, ông đã phát hiện được những sai sót để chỉnh đốn, xử lý kịp thời.

## Giải thưởng
1. Huy chương Kháng chiến chống Pháp hạng Nhất
2. Huân chương Kháng chiến chống Mỹ hạng Nhất
3. Huân chương Lao động hạng Ba
4. Huân chương Độc lập hạng Nhì [4]